# Victor Labraque Bordenave
Pour les articles homonymes, voir Bordenave.
Victor Labraque Bordenave, né à Lacapelle-Marival le 20 août 1832 et mort à Bordeaux le 17 janvier 1895, est un avocat bordelais spécialisé dans les affaires commerciales et maritimes, membre, puis secrétaire de l'Académie nationale des sciences, belles-lettres et arts de Bordeaux. Il est l'auteur de diverses publications juridiques et maritimes.

## Biographie
Après des études de droit commencées à Toulouse et terminées à Paris, Victor Labraque Bordenave obtient une licence en droit en 1853. Inscrit au barreau de Paris en 1855, il s'installe et exerce à Bordeaux comme avocat spécialisé dans les affaires commerciales et maritimes à partir de 1858.
En 1878, il est juge de paix à Sarlat, puis à Blanquefort, fonction dont il démissionne en 1893.
Il entre à l'Académie nationale des sciences, belles-lettres et arts de Bordeaux en 1877. Il en devient le secrétaire de 1881 à 1885.
Il laisse divers travaux sur l'histoire politique locale, le droit des assurances maritimes et les constructions navales dans sa ville.
En 1879, il rédige un manuscrit sur la vie et les œuvres d'Etienne Cleirac, dont Adrienne Gros, donne une analyse dans deux articles, parus en 1927, dans la Revue générale de droit, de législation et de jurisprudence en France et à l'étranger.

## Œuvres
- Jean de la Boverie, Victor Labraque Bordenave, Tables des azimuts du soleil et des étoiles dont la déclinaison est inférieure à 21°, correspondant à l'heure vraie du bord entre les parallèles 61° sud et 61° nord, 1882.
- V. Labraque-Bordenave, Études sur les constructions navales à Bordeaux : commerce maritime, impr. de E. Bissei (Bordeaux), 1866, 126 p. (lire en ligne)  (médaille d'or de la ville de Bordeaux)
- V. Labraque Bordenave, Traité des assurances maritimes de France en France et à l'étranger, Polices Internationales comparées, unité, Réformes, 1876, 268 p. (Prix Montesquieu de la Chambre de commerce de Bordeaux)
- Labraque-Bordenave, «Le filage de l'huile de mer », Actes de l'Académie nationale des sciences, belles-lettres et arts de Bordeaux, 1887, p. 6
- Labraque Bordenave, Histoire des députés de Bordeaux au conseil du commerce, au comité national et à l'agence commerciale à Paris 1700-1795, Bordeaux, Féret et fils, 1898, 194 p. (lire en ligne)